# Organização das Nações Unidas para o Desenvolvimento Industrial
A Organização das Nações Unidas para o Desenvolvimento Industrial ou UNIDO é uma agência especializada da ONU, que tem o mandato de promover e acelerar o Desenvolvimento Industrial Sustentável e Inclusivo (ISID).
Em 2016, a UNIDO completou 50 anos, contando com 171 Estados-Membros e uma ampla gama de projetos em todas as regiões do mundo. Sua sede encontra-se em Viena, na Áustria, e conta, também, com escritórios de representação em 35 países em desenvolvimento.
Os pilares de atuação da UNIDO estão baseados nos seguintes elementos:
- Prosperidade compartilhada - Desenvolvimento de capacidades produtivas, crescimento econômico inclusivo por meio do desenvolvimento de parcerias em todos os elos das cadeias produtivas com parceiros internacionais, com efetivo intercâmbio econômico, tecnológico e de investimentos.
- Desenvolvimento da competitividade - Desenvolvimento de capacidades para ampliação de mercados internacionais, benefício agregado do aumento do comércio e desenvolvimento tecnológico com políticas industriais modernas, adotando padrões e normas internacionais de qualidade.
- Promoção à qualidade de vida – Desenvolvimento de capacidades institucionais para o estabelecimento de indústrias mais eficientes, que utilizem menos recursos limitados e produzam menos externalidades negativas.

O conceito de ISID está incluído nos Objetivos de Desenvolvimento Sustentável (ODS) da Agenda 2030, indicado pela Meta 9: Construir infraestrutura resiliente, promover a industrialização inclusiva e sustentável e promover a inovação. A atuação da UNIDO também está nas demais metas de desenvolvimento da Agenda 2030, incluindo as relacionadas à promoção da prosperidade econômica, criação de emprego pleno e produtivo, proteção do meio ambiente, redução da desigualdade de gênero, empoderando mulheres e populações vulneráveis.

## Portfólio no Brasil
Atualmente o escritório da UNIDO do Brasil conta com um portfólio total de projetos aprovados para o Brasil de R$ 230 milhões para o ano 2016 até 2021, sendo que deste total R$ 75 milhões são recursos captados externamente, provenientes de fundos multilaterais como o Protocolo de Montreal, o GEF e da própria UNIDO. Ademais, o escritório tem US$ 49,5 milhões em negociação com diversos parceiros.
Os projetos estão nas áreas de melhoria da competitividade industrial nacional, fomento à matriz energética renovável, ampliação de mercados de indústrias brasileiras no exterior e transferência de tecnologias inovadoras para o território Brasileiro.

## O papel do Brasil na UNIDO
O Brasil sempre foi um País com grande representatividade internacional no que tange ao desenvolvimento industrial e, como um dos líderes naturais do G-77, foi um dos membros fundadores da organização em 1966.
É importante ressaltar que a UNIDO foi criada por exigência do G-77 a fim de fomentar o desenvolvimento econômico dos países emergentes, instituindo mecanismos claros de transferência de tecnologia e promoção à industrialização dos países em desenvolvimento, com instrumentos claros de internacionalização do fluxo de investimento e da promoção de parcerias internacionais.
A indústria historicamente desempenhou um papel preponderante no desenvolvimento econômico brasileiro, especialmente no Centro-Sul e, recentemente, o maior grau de internacionalização das economias domésticas conduz a necessidade do aprimoramento das estruturas industriais, as quais devem incorporar necessidades ambientais e sociais para que os países possam tornar-se competitivos internacionalmente.

## Como a UNIDO trabalha
A UNIDO tem quatro funções essenciais:
- Cooperação técnica: a UNIDO elabora e implementa projetos a fim de iniciar e dar continuidade ao desenvolvimento industrial inclusivo e sustentável;
- Serviços analíticos e de políticas industriais: a UNIDO realiza pesquisas em economia aplicada e fornece aos Estados-Membros ferramentas para adequar estratégias industriais e políticas setoriais à realidade mundial;
- Serviços de Implementação de Normas e Conformidade internacional: a UNIDO auxilia os Estados-Membros e suas indústrias no cumprimento de uma série de normas internacionais existentes ou em desenvolvimento, contribuindo, também, para a elaboração de novos padrões globais relacionados ao seu mandato;
- Estabelecimento de parcerias: a UNIDO reúne Estados-Membros, instituições do setor público e privado, sociedade civil, universidades e outros parceiros, estabelecendo diálogo, formando parcerias e formatando planos de ação para o desenvolvimento industrial inclusivo e sustentável.

Apresentam-se abaixo exemplos de projetos em que o escritório da UNIDO no Brasil atua:

## Observatório de Energias Renováveis para a América Latina e o Caribe
O Observatório de Energias Renováveis (ER) para a América Latina e o Caribe (LAC) é um programa regional da UNIDO, que fornece assistência aos setores público e privado da região por meio da disponibilização de informações e recursos, a fim de fomentar a expansão do uso de energias renováveis.
O Observatório foi capaz de consolidar uma rede regional de atores envolvidos com questões energéticas. As parcerias e alianças convertem esta iniciativa em uma ferramenta útil para compartilhar conhecimento e promover a utilização de diversas tecnologias sustentáveis.

### Plataforma do Conhecimento
A Plataforma do Conhecimento em Energias Renováveis é uma ferramenta web que facilita a troca de conhecimento sobre energias renováveis. Funciona como uma extensa biblioteca digital de informação especializada que permite o compartilhamento de estudos, relatórios, projetos e materiais relevantes na região da América Latina.
A plataforma é aberta para qualquer um buscar informações sobre as energias renováveis e oferece uma maneira prática de navegar sobre temas, regiões e países.
O Observatório conta, ainda, com um Sistema Cartográfico sobre Energias Renováveis (SIG), que apresenta dados técnicos relacionados ao campo da energia que pode ser visto em mapas interativos online. Contém um banco de dados sobre a localização efetiva de diferentes fontes de energia na região, potencial de produção, sistemas de geração existentes, especialistas e instituições.

### Relatórios Técnicos
São disponibilizados relatórios que reúnem informações sobre as energias renováveis em cada país da região da ALC, divididos nos seguintes temas:
- Estado da Arte: Relatório por país descrevendo o estado da arte das tecnologias que utilizam recursos renováveis para gerar energia. Com o propósito de ser um relatório periódico de referência na área de energias renováveis na América Latina e no Caribe, este relatório faz uma revisão das tecnologias de ponta de maior êxito, analisando e descrevendo-as de modo que possam ser replicadas dentro e fora da região;
- Linha de Base: Relatório que contém uma revisão geral do cenário energético dos países-membros. Mais especificamente, descreve a situação atual das energias renováveis em cada um dos países;
- Relatório Financeiro: Analisa e descreve o funcionamento dos modelos, mecanismos e recursos financeiros disponíveis em cada País, passíveis de financiar projetos de geração, transmissão e distribuição de energia a partir de fontes renováveis.

## Programa de Capacitação do Observatório
O Observatório de Energias Renováveis para América Latina e Caribe também promove capacitação na área de energia no Brasil.
O programa oferece uma série de cursos online divididos em módulos que fornecem uma revisão técnica sobre os diferentes temas e tecnologias, bem como aplicações regionais, com exemplos práticos. Os usuários encontram em cada módulo diferentes elementos de formação, tais como guia didático, apresentações em vídeo, conteúdo em PDF, slides interativos e exercícios. Todos os módulos de Educação a Distância - EAD estão disponíveis em Inglês, Espanhol e Português.
O programa de Capacitação em Energias Renováveis da UNIDO é gratuito. Os usuários recebem um certificado digital, emitido pela UNIDO e pelas instituições de referência mundial que participaram da elaboração e desenvolvimento dos cursos, incluindo a Universidade Politécnica de Madri; o Centro de Investigações Energéticas, Meio-Ambientais e Tecnológicas (CIEMAT); a Universidade de Salamanca e a Fundação CEDDET.
O programa aborda os seguintes tópicos organizados em sete módulos:
- Energia e Mudanças Climáticas
- Energia Mini Eólica
- O Biogás
- Energia Mini Hidrelétrica
- Energia Solar Térmica
- Energia Solar Fotovoltaica
- Eficiência Energética em Edifícios

### Resultados quantitativos
De 1 de abril de 2014 a 31 de maio de 2016, o curso em energias renováveis atraiu 129.205 alunos brasileiros registrados. A página do Observatório foi visitada por 216.596 usuários e obteve 6.451.231 de visualizações.

## Fundo Global para o Meio Ambiente
Estabelecido em 1991, o Fundo Global para o Meio Ambiente (GEF, na sigla em inglês) reúne mais de 180 países, em parceria com instituições internacionais, organizações da sociedade civil e setor privado, em torno do esforço conjunto para abordar questões ambientais globais.
Como maior fornecedor de fundos para iniciativas ambientais, o GEF oferece subsídios para países em desenvolvimento e economias em transição com vistas a fomentar projetos relacionados à biodiversidade, mudança do clima, resíduos tóxicos e químicos, águas internacionais, degradação do solo e destruição da camada de ozônio.
A cooperação entre a UNIDO e o GEF teve início nos anos 1990, quando a Organização passou a atuar como Agência Executora de Projetos GEF relacionados a mudança climática, produtos químicos e águas internacionais.
A UNIDO construiu respeitável portfólio de projetos, abrangendo ampla gama de atividades, inclusive implementação de planos nacionais, análise de desenvolvimento de capacidades e melhores tecnologias disponíveis / melhores práticas de programas ambientais para reduzir ou eliminar a emissão de POPs (Poluentes Orgânicos Persistentes) e de resíduos. 
No Brasil, foi aprovado o projeto “Biogás – Aplicações para a Agroindústria Brasileira”, no valor de US$ 45 milhões, sendo que a primeira parcela foi liberada para os estudos iniciais que estão em fase de desenvolvimento.

### Impacto e resultados
Em 2006, o Conselho do GEF reconheceu a vantagem comparativa da UNIDO em sua capacidade de relacionar temas de eficiência energética, energia renovável, produtos químicos, águas internacionais e desenvolvimento sustentável no contexto das atividades industriais com recursos do Fundo Fiduciário do GEF para projetos associados a câmbio climático, biodiversidade e degradação da camada de ozônio. Tal decisão forneceu à UNIDO oportunidade única para ampliar as sinergias e os impactos de seu portfólio de projetos GEF.
A UNIDO continuará envidando os melhores esforços para conter as causas da degradação de recursos naturais e do meio ambiente, da mudança do clima, da perda da biodiversidade, da poluição de águas internacionais e da destruição da camada de ozônio que ameaçam o meio ambiente global.

## Desenvolvimento de Trabalhos Técnicos
A Organização das Nações Unidas para o Desenvolvimento Industrial (UNIDO) publica uma série de estudos acadêmicos, estatísticas e estudos empíricos que fornecem importantes elementos para os tomadores de decisão em políticas públicas e estudiosos de diversas áreas do conhecimento.
A principal publicação é o Relatório de Desenvolvimento Industrial – IDR 2016. A última edição, lançada durante a Conferência Geral da Organização, é intitulada "O papel da tecnologia e da inovação no desenvolvimento industrial sustentável e inclusivo", e aborda o desafio que os governos têm de criar condições necessárias para a transformação estrutural baseada na evolução tecnológica, a fim de fomentar crescimento econômico sustentado e inclusivo, evitando a degradação ambiental
A mudança tecnológica é reconhecida como um dos principais motores do crescimento a longo prazo. Nas próximas décadas, as inovações radicais, como a internet móvel, a Internet das Coisas e computação em nuvem podem revolucionar os processos de produção e melhorar os padrões de vida, particularmente em países em desenvolvimento.
No entanto, enquanto há provas claras de que a mudança tecnológica contribui significativamente para a prosperidade das nações, o debate sobre os fatores que países devem levar em consideração para promover tecnologia e a inovação é levado de forma mais intensiva. Embora a tecnologia esteja ligada ao crescimento sustentável, existe incerteza sobre se ele pode, simultaneamente, criar inclusão social e sustentabilidade ambiental.
A principal conclusão do IDR 2016 é que a tecnologia pode servir simultaneamente todas para as três dimensões da sustentabilidade - econômica, social e ambiental. A industrialização inclusiva e sustentável pode ser alcançada, desde que os formuladores de políticas públicas possam estruturar um ambiente no qual se possa facilitar e orientar o processo de industrialização, com base em políticas sólidas e evitando os erros que outros países fizeram no passado. Para tanto, ressalta-se o papel que a UNIDO pode desempenhar na cooperação internacional fomentando e articulando a mudança tecnológica necessária para atingir a industrialização inclusiva e sustentável.

## Escritórios de Transferências e Promoção de Tecnologias
Estabelecido sob acordo conjunto entre os países que integram a rede de ITPOs e a UNIDO, o ITPO promove cooperação industrial entre países em desenvolvimento, emergentes e economias industrializadas, com o intuito de promover investimentos estrangeiros diretos, transferência de tecnologias, assim como para o desenvolvimento de capacidades em promoção de investimentos e tecnologias. A rede de Escritórios de Promoção de Investimentos e Tecnologias (ITPOs) já dispõe de representações em Barein, China (Pequim e Shangai), Itália, Japão, Federação Russa, República da Coreia e Nigéria.
Atuação
Os ITPOs fornecem suporte ao setor privado no país em que se localiza para indicar potenciais parceiros em investimentos e em tecnologias de seus próprios países e de países em desenvolvimento na identificação de condição de acordos de investimentos e tecnologias, atuando como agentes imparciais.
Os ITPOs oferecem, assim, um pacote completo de serviços de assessoramento, com informações sobre oportunidades para investimentos internacionais e de aquisição/transferência de tecnologias; organização de feiras de tecnologias e de seminários/eventos sobre investimentos em nível nacional, regional e internacional; organização de visitas internacionais e assessoria completa para a realização de parcerias comerciais. Para tanto, foram desenvolvidas ferramentas, metodologias e pacotes de treinamentos que promovem startups e investimentos domésticos.
O ITPO também fortalece as capacidades institucionais por meio do desenvolvimento de atividades de treinamento específico, utilizando as ferramentas e metodologias da UNIDO. São elas:
1) UNIDO COMFAR para avaliação de investimento e de projetos de tecnologia, em cooperação com o time do UNIDO COMFAR da sede da UNIDO em Viena;
2) EDIP (Desenvolvimento de Empresas e Programa de Promoção de Investimentos) para promover o empreendedorismo local, crescimento empresarial e criação de empresas, em cooperação estreita com o ITPO de Barein.
Resultados esperados
1. Capacidade institucional para apoiar investidores brasileiros e estrangeiros, a fim de estimular parcerias internacionais e transferência de tecnologia;
2. Maior acesso, integração e competitividade das empresas e fornecedores de tecnologia do Brasil, com o intuito de alcançar novos mercados internacionais, especialmente Europa e Ásia;
3. Disponibilidade de diversos serviços de atração de investimento internacional (identificação de oportunidades, informações sobre tecnologias e investimentos, seleção de ideias de negócios, seleção de tecnologias, informações sobre facilidade de financiamento, observância de procedimentos legais e administrativos);
4. Identificação de oportunidades de investimento industrial e tecnológico local para potenciais investidores estrangeiros e domésticos, utilizando a rede de ITPOs da UNIDO;
5. Estabelecimento de um Programa de delegados para fornecer treinamento prático em técnicas de promoção de investimentos a representantes de instituições locais, recebendo-os em outros ITPOs;
6. Seminários, fóruns de investimento e fóruns empreendedores sobre promoção de investimentos; visitas a locais de projetos; delegações com foco em potenciais investidores e parceiros de negócios organizados pelo e para o Brasil.

## Avaliação e Impacto da Certificação ISO 9001 no Brasil.
O INMETRO / CGCRE (organismo de acreditação brasileira) solicitou a colaboração da UNIDO para realizar pesquisa conjunta para avaliar o impacto e a eficácia da certificação ISO 9001 no Brasil.
O projeto tem três aspectos principais:
- Levantamento das percepções dos principais clientes sobre o desempenho de seus fornecedores ISO 9001;
- Levantamento das percepções de organizações ISO 9001 sobre suas experiências na implementação da certificação;
- Um estudo de campo de 100 organizações brasileiras para avaliar a eficácia do processo de certificação.

O objetivo do projeto é avaliar a eficácia da certificação ISO 9001 no Brasil, para ajudar os organismos de certificação e organismo nacional de acreditação na identificação de oportunidades de melhoria no processo de certificação. Os resultados estão sendo compartilhados com diversas instituições no Brasil e outros países lusófonos.
A colaboração entre os países lusófonos pode promover melhorias em suas infraestruturas de qualidade individuais. Neste sentido, a experiência da eficácia da ISO 9001 no Brasil é muito relevante e serve de base para o desenvolvimento dos organismos de certificação e os organismos nacionais de acreditação, identificando oportunidades de melhoria.
O Brasil lidera a certificação ISO 9001 entre os países de língua portuguesa em todo o mundo. O caso brasileiro serve de base para a troca de conhecimento e transferência de tecnologia para outros países como parte do desenvolvimento industrial inclusivo e sustentável.
Espera-se, também, fornecer oportunidades para discussão e colaboração futura em todos os aspectos do desenvolvimento de infraestrutura de qualidade. Neste contexto, um grupo de especialistas de 7 países lusófonos formou-se, em maio de 2016, no Rio de Janeiro, para compartilhar experiências e aproximar o Brasil dos países lusófonos, a fim de fomentar cooperação triangular e Sul-Sul.

## Protocolo de Montreal
O Protocolo de Montreal foi estabelecido em 1987, por meio de um acordo multilateral, e trata do controle das Substâncias Destruidoras da Camada de Ozônio (SDO). Entre as substâncias controladas estão os Clorofluorcarbonos - CFCs, Halons, Tetracloreto de Carbono, Metil Clorofórmio, Hidroclorofluorcarbonos - HCFCs, Bromoclorometano e E - Brometo de Metila.
A coordenação das atividades relativas à proteção da Camada de Ozônio no Brasil é de competência da gerência de Proteção da Camada de Ozônio da Secretaria de Mudanças Climáticas e Qualidade Ambiental do Ministério do Meio Ambiente. A UNIDO é parceria histórica do MMA na eliminação do brometo de metila na indústria nacional.
Atualmente, a UNIDO age em conjunto com o governo brasileiro na Etapa 2 da Estratégia para a Redução do Consumo de HCFCs no setor de manufatura de refrigeração e ar condicionado, por meio de projetos de conversão industrial e assistência técnica.
Atuação
Conforme dados coletados em campo, projetos específicos foram estabelecidos para que empresas consumidoras de HCFC-22 possam eliminar ou reduzir drasticamente o seu consumo na fabricação de equipamentos de refrigeração comercial, em conjunto com a ABRAVA - Associação Brasileira de Refrigeração Ar Condicionado, Ventilação e Aquecimento. 
O projeto atende a 33 pequenas empresas, 2 médias empresas e 3 grandes fabricantes de ares condicionados que atendem aos critérios de financiamento do Protocolo. As Pequenas e Médias Empresas serão apoiadas com o recebimento de equipamento mínimo necessário para operar com alternativas de baixo potencial de impacto para o sistema climático global e receberão assistência técnica para fazê-lo.
As duas empresas elegíveis de médio e grande porte que manufaturam equipamentos de refrigeração comercial para o setor supermercadista no Brasil vão demonstrar novas tecnologias e preparar o setor supermercadista para a substituição do HCFC-22 por tecnologias alternativas de baixo impacto para o sistema climático global. Além disso, os três fabricantes de condicionadores de ar elegíveis no Brasil serão contemplados com projetos individuais de conversão das linhas de produção com alternativas de baixo potencial de impacto para o sistema climático global a serem definidas pelas próprias empresas. O projeto terá início em 2016 e se estenderá até 2020, eliminando 117,5 toneladas de HCFC-22, que equivalem a 64,5 toneladas PDO, ao custo total aproximado de R$ 40 milhões.
O projeto foi aprovado pelo fundo do Protocolo em janeiro de 2016 e tem o valor de US$ 11 milhões a serem aplicados na indústria nacional de ar condicionado e refrigeração industrial.